# Люкин, Валерий Викторович
Вале́рий Ви́кторович Лю́кин (род. 17 декабря 1966, Актюбинск, Казахская ССР) — советский гимнаст, двукратный олимпийский чемпион. Заслуженный мастер спорта СССР (1987). Выступал за спортивное общество «Динамо» (Алма-Ата).

## Биография
Чемпион Олимпийских игр 1988 года в командном первенстве и в упражнениях на перекладине (1988), серебряный призёр в многоборье (1988) и в упражнениях на брусьях (1988). Чемпион мира в командном первенстве (1987, 1991), бронзовый призёр в многоборье (1991). Абсолютный чемпион Европы (1987). Абсолютный чемпион СССР (1987). Чемпион СССР в упражнениях на коне (1991), кольцах (1989), брусьях (1991), перекладине (1988) и в опорных прыжках (1987). Первый исполнитель тройного сальто назад в вольных упражнениях на международных соревнованиях в 1987 году, которое ставил ему Геннадий Анатольевич Трегубенко.
В 1992 году вместе с семьёй переехал в США, работал в Новом Орлеане в детской спортивной школе.
Позже в США вместе с другом Евгением Марченко организовал Международную Олимпийскую гимнастическую академию (англ. World Olympic Gymnastics Academy).
В 1993 году выступал за сборную Казахстана на чемпионате мира в Бирмингеме. Первый тренер - Юрий Горельников.

## Семья
- Жена — гимнастка Анна Кочнева, чемпионка мира 1987 года по художественной гимнастике
  - Дочь — гимнастка Анастасия (Настя) Люкина, олимпийская чемпионка 2008 года по спортивной гимнастике в абсолютном первенстве.